# پابلو هرویاس
پابلو هرویاس (انگلیسی: Pablo Hervías؛ زادهٔ ۸ مارس ۱۹۹۳) بازیکن فوتبال اهل اسپانیا است.
از باشگاه‌هایی که در آن بازی کرده‌است می‌توان به باشگاه فوتبال رئال سوسیداد، باشگاه فوتبال رئال اویدو، باشگاه فوتبال رئال وایادولید، باشگاه فوتبال الچه، باشگاه فوتبال ایبار، و باشگاه فوتبال اوساسونا اشاره کرد.
وی همچنین در تیم ملی فوتبال زیر ۱۷ سال اسپانیا بازی کرده‌است.